# Landolfe de Variglia
Landolfe de Variglia est un religieux italien, évêque d'Asti entre 1130 et 1132 (ou 1134). Il est vénéré comme bienheureux par l'Église catholique.

## Biographie
Landolfe étudie à Pavie au monastère de San Pietro in ciel d'oro. Il est ordonné prêtre et élu à Milan d'abord comme chanoine de la cathédrale et plus tard prévôt de la basilique San Nazaro de Milan  . 
En 1100, l'archevêque de Milan Anselme part pour la croisade en Terre Sainte appelée par le pape Urbain II. 
Dans un affrontement, l'armée des croisés doit se retirer à Constantinople. Là, le 20 septembre 1101, l'archevêque meurt des suites des blessures subies lors de la bataille. Landolfe retourne à Rome pour signaler l'incident au pape (Pascal II, élu entre-temps). Il est probable que c'est lors de son séjour à Rome en 1130 qu'il est consacré évêque d'Asti. 
Compte tenu de son passé en Terre Sainte, Landolfe travaille au développement du culte du Saint-Sépulcre de Jérusalem dans la région d'Asti. 
La construction de la "rotonde" dans l' église primitive de San Pietro in Consavia remonte à cette période, un bâtiment qui reprend les lignes architecturales de l'église du Saint-Sépulcre. 
Landolfe fait aussi de son mieux pour accueillir l'Ordre de Saint-Jean de Jérusalem à Asti.
Pendant son bref épiscopat, il se concentre sur la croissance et le développement du monastère de Sant'Anastasio, toujours favorisé par les évêques Asti. 
La forte personnalité de Landolfe réussit à surmonter définitivement l'opposition du clergé à la réforme grégorienne. 
Saint Bernard de Clairvaux décrit Landolfo parmi les évêques les plus capables et les plus éclairés de l'époque  .
La date de la mort de Landolfe fait débat. On pense que ce pourrait être entre 1132 et 1134, année où le nouvel évêque Otton IV est mentionné à Asti dans un document officiel. 
Le corps de Landolfe, après le milieu du XVe siècle, est transporté dans l'autel de la chapelle de Sant'Agnese à côté de la cathédrale d'Asti.

## Remarque
1. ↑  Guglielmo Visconti, Diocesi di Asti e Istituti di vita religiosi, Asti 2006
2. ↑  San Bernardo considera Landolfo tra i vescovi dei quali " ...gloria speciali et precipua santitas et autoritas" erano "etiam hostibus reverenda". Tratto da Guglielmo Visconti, Diocesi di Asti e Istituti di vita religiosi, Asti 2006